# Cristian Pareja
Cristian Pareja (Palmira, Valle del Cauca, Colombia; 19 de abril de 1988) es un futbolista colombiano. Juega de centrocampista.

## Clubes
| Club            | País      | Año         | Partidos |
| --------------- | --------- | ----------- | -------- |
| Zulia FC        | Venezuela | 2010 - 2011 | 25       |
| Tauro FC        | Panamá    | 2012 - 2013 | 17       |
| Fortaleza FC    | Colombia  | 2013        | 20       |
| Unión Magdalena | Colombia  | 2013        | 17       |